# 青春のたまり場
「青春のたまり場」（せいしゅんのたまりば）は、2006年9月27日に発売されたあさみちゆきの5枚目のシングル。

## 収録曲
1. 青春のたまり場 (5分3秒)
作詞：阿久悠／作曲：杉本眞人／編曲：川村栄二
2. 恋華草〜おれとあたし〜 (4分57秒)
作詞：阿久悠／作曲：杉本眞人／編曲：川村栄二
3. 青春のたまり場（オリジナル・カラオケ） (5分3秒)
作曲：杉本眞人／編曲：川村栄二
4. 恋華草〜おれとあたし〜（オリジナル・カラオケ） (4分55秒)
作曲：杉本眞人／編曲：川村栄二

## その他
- 2008年11月13日、NHK「クローズアップ現代（演歌の逆襲）」で、「青春のたまり場」が紹介された。